# S:t Georgs scoutgillen
S:t Georgs scoutgillen är en del av den svenska scoutrörelsen som bedriver scoutverksamhet för vuxna scouter. De är inte anslutna till Svenska Scoutrådet eller något av världsförbunden, utan är istället anslutna till The International Scout and Guide Fellowship. Gillescouternas medlemsantal uppgick i januari 2020 till 500 medlemmar, uppdelade i 19 scoutgillen.